# 양장 원자력 발전소
양장 원자력 발전소(YNPS; 중국어 간체자: 阳江核电站, 정체자: 陽冮核電站, 병음: Yángjiāng Hédiànzhàn)는 중화인민공화국광둥성에 위치한 원자력 발전소이다. 이 발전소는 광둥성 서부 양장시둥핑진에 위치한다.
이 발전소에는 6기의 1,000 메가와트(MW) CPR-1000가압수형 원자로 (PWR)가 있다.
이 발전소는 2014년 3월 상업 운전을 시작했으며, 2019년 현재 중국에서 가장 큰 원자력 발전소이다.

## 역사
양장의 부지는 1988년에 원자력 개발을 위해 선정되었다. 이 프로젝트는 2004년에 승인되었다.
이 발전소는 원래 중국에서 3세대 원자로 (특히 AP1000 원자로)를 최초로 도입할 예정이었다. 그러나 2007년에 AP1000 설계에서 EPR 설계로 계획이 변경되었다. 2007년 후반에 이 계획은 다시 변경되어, EPR 설계는 타이산 원자력 발전소에서 구현되고, 기존 CPR-1000 원자로 설계(이미 링아오에서 사용됨)가 양장용으로 선정되었다.
2008년 2월에 발전소 착공이 시작되었고, 2008년 12월 16일에 첫 번째 유닛의 첫 콘크리트 타설이 이루어졌다.
4호기 건설은 2011년 3월에 시작될 예정이었지만, 후쿠시마 원자력 재해에 대한 중국의 안전성 검토로 인해 지연되었고, 2012년 11월에 첫 콘크리트 타설이 이루어졌다.
6호기는 2019년 7월에 상업 운전을 시작했다.

## 국내 개발
CPR-1000은 다야만 원자력 발전소의 아레바 설계 가압수형 원자로를 기반으로 중국에서 개발된 가압수형 원자로 설계이다.
양장은 중국 국내 원자력 산업 발전의 한 단계이다.
중국 광둥 원자력 발전 프로젝트 총지배인 슈궈강은 "우리는 링아오 2단계의 55%, 홍옌허의 70%, 닝더의 80%, 양장 발전소의 90%를 건설했다"고 말했다.

## ACPR-1000 원자로 유형
양장 5호기는 ACPR-1000 원자로의 첫 번째 건설로, 2013년 9월에 시작되었다.
이 설계는 CPR-1000의 3세대 원자로 수준으로 진화한 것으로, 추가 안전 조치로 코어 캐쳐와 이중 격납을 포함한다. 양장 5호기는 국내 개발 디지털 제어 시스템을 갖춘 최초의 중국 원자로이다.

## 원자로 데이터
| 호기  | 모델      | 순 전력 (MWe) | 총 전력 (MWe) | 열 전력 (MWt) | 건설 시작  | 최초 임계  | 계통 연결  | 운전 시작  | 참고   |
| ----- | --------- | ------------- | ------------- | ------------- | ---------- | ---------- | ---------- | ---------- | ------ |
| 1단계 |           |               |               |               |            |            |            |            |        |
| 1     | CPR-1000  | 1000          | 1086          | 2905          | 2008-12-16 | 2013-12-23 | 2013-12-31 | 2014-03-25 | [ 10 ] |
| 2     | CPR-1000  | 1000          | 1086          | 2905          | 2009-06-04 | 2015-03-02 | 2015-03-10 | 2015-06-05 | [ 11 ] |
| 3     | CPR-1000+ | 1000          | 1086          | 2905          | 2010-11-15 | 2015-10-11 | 2015-10-18 | 2016-01-01 | [ 13 ] |
| 4     | CPR-1000+ | 1000          | 1086          | 2905          | 2012-11-17 | 2016-12-30 | 2017-01-08 | 2017-03-15 | [ 14 ] |
| 2단계 |           |               |               |               |            |            |            |            |        |
| 5     | ACPR-1000 | 1000          | 1086          | 2905          | 2013-09-18 | 2018-05-16 | 2018-05-23 | 2018-07-12 | [ 15 ] |
| 6     | ACPR-1000 | 1000          | 1086          | 2905          | 2013-12-23 | 2019-06-22 | 2019-06-29 | 2019-07-24 | [ 16 ] |

## 같이 보기
- 중화인민공화국의 원자력 발전
- 3세대 원자로
- 원자로 목록 § 중국